# Argyripa porioni
Argyripa porioni är en skalbaggsart som beskrevs av Arnaud 1988. Argyripa porioni ingår i släktet Argyripa och familjen Cetoniidae. Inga underarter finns listade.